# 阿克塞尔·卡恩
阿克塞尔·卡恩（法語：Axel Kahn，法語發音：[aksɛl kan]；1944年9月5日—2021年7月6日）是法国科学家和散文家。他是法国国家健康与医学研究院研究主任和科尚研究所前主任；同时他还曾于2007年至2011年期间担任巴黎第五大学校长并于2019年至2021年担任法国国家抗癌学会主席。
阿克塞尔·卡恩最为人知的是其在科学普及方面所做的行动，以及他在医学及生物技术相关研究上的伦理及哲学立场。尤其是他于1992年至2004年为法国全国伦理咨询委员会工作期间，其对克隆和转基因生物技术的态度尤为明显。

## 奖项荣誉
- 骑士勋位艺术与文化勋章（1995年）[1]

- 军官勋位农业功勋勋章（1998年）[1]

- 军官勋位法国荣誉军团勋章（2004年）